# 627

## Събития
- Неуспешен поход на войските на Мека, водени от Абу Суфян ибн Харб, срещу Мохамед в Медина